# بازپس‌گیری
بازپس‌گیری (به انگلیسی: Reclaim) یک فیلم درام و دلهره‌آور به کارگردانی آلن وایت بازی جان کیوسک و رایان فیلیپ است. این فیلم در تاریخ ۱۹ سپتامبر ۲۰۱۴، به صورت ویدئو هنگام درخواست منتشر شد.

## تولید
فیلمبرداری در اواخر سال ۲۰۱۳ طی ۲۳ روز انجام شد.